# Gajniče
Gajniče so naselje v Občini Grosuplje.
Nekdaj je v bližini vasi stal dvorec Ganitschhof.